# Hammer Smashed Face
Hammer Smashed Face — музичний альбом гурту Cannibal Corpse. Виданий 23 березня 1993 року. Загальна тривалість композицій становить 26:17. Альбом відносять до напрямку дез-метал.

## Список пісень
Wersja EP:
1. «Hammer Smashed Face» — 4:04
2. «The Exorcist» (кавер Possessed) — 4:37
3. «Zero The Hero» (кавер Black Sabbath) — 6:35
4. «Meat Hook Sodomy» — 5:47
5. «Shredded Humans» — 5:12

Сингл:
1. «Hammer Smashed Face» — 4:04
2. «The Exorcist» (кавер Possessed) — 4:37
3. «Zero The Hero» (кавер Black Sabbath) — 6:35